# (12284) Pohl
(12284) Pohl ist ein Asteroid des äußeren Hauptgürtels, der am 17. März 1991 von der US-amerikanischen Astronomin Eleanor Helin am Palomar-Observatorium (IAU-Code 675) in Kalifornien entdeckt wurde.
Der Asteroid gehört zur Theobalda-Familie, einer Gruppe von Asteroiden, die nach (778) Theobalda benannt und weniger als zehn Millionen Jahre alt ist. Die zeitlosen (nichtoskulierenden) Bahnelemente von (12284) Pohl sind fast identisch mit denjenigen von drei kleineren (wenn man von der Absoluten Helligkeit von 14,5, 15,8 und 15,6 gegenüber 12,6 ausgeht) Asteroiden: (101755) 1999 FN23, (258755) 2002 HF3 und (355574) 2008 CR83.
(12284) Pohl wurde am 30. November 2011 nach dem US-amerikanischen Science-Fiction-Schriftsteller Frederik Pohl benannt. Der Vorschlag zur Benennung kam vom Science-Fiction-Schriftsteller und Astrophysiker David Brin, nach dem ebenfalls ein Asteroid benannt ist: (5748) Davebrin. Nach Frederick Pohl ebenfalls benannt wurde 2022 ein Marskrater: Marskrater Pohl.